# 宮本武蔵 (1973年の映画)
『宮本武蔵』（みやもとむさし）は、1973年に公開された日本映画。

## 概要
原作は吉川英治の同名小説。監督は加藤泰。製作・配給は松竹。宮本武蔵には、時代劇俳優として人気を博した高橋英樹、佐々木小次郎には、五社協定による映画界追放の後にカムバックした田宮二郎が起用された。
本編は「第一部・関が原より一条下り松」と「第二部・柳生の里より巌流島」で構成されており、関ヶ原の戦い直後から巌流島の戦いまでが描かれている。巌流島の戦いでは雨の中の演出がなされ、加藤特有のローアングルによる撮影が施されている。
お杉を演じた任田順好は1975年のテレビドラマ『宮本武蔵』においても同役を演じている。

## キャスト
- 宮本武蔵：高橋英樹
- 佐々木小次郎：田宮二郎
- 朱実：倍賞美津子
- お通：松坂慶子
- 沢庵：笠智衆
- 吉岡清十郎：細川俊之
- 吉岡伝七郎：佐藤允
- お杉：任田順好
- お甲：木村俊恵
- 壬生源左衛門：石山健二郎
- 長岡佐渡：加藤嘉
- 岩間角兵衛：加藤武
- 祇園藤次：穂積隆信
- 宍戸梅軒：戸浦六宏
- 佐助：谷村昌彦
- 研屋耕介：汐路章
- 木村助九郎：河野秋武
- ナレーター：米倉斉加年
- 沼田曜一
- 遠藤征慈
- 木南加駕四郎：牧冬吉
- 笠屋の主人：明石潮
- 武藤章生
- 宝蔵院阿厳：大前均
- 石井富子
- 吉原正皓
- 加島潤
- 北竜介
- 小田草之介
- 志馬琢哉
- 高畑喜三
- 城戸卓
- 沖秀一
- 加賀麟太郎
- 園田健二
- 川島照満
- 岡本忠幸
- 前原久影
- 真崎竜也
- 木村賢治
- 滝義郎
- 大杉侃二朗
- 中田耕二
- 滝川吾郎
- 篠原靖夫
- 今井健太郎
- 大船太郎
- 源勇介
- 椿淳司
- 明志五郎
- 土紀養児
- 高木信夫
- 壬生源次郎：田村正勝
- 土田桂司
- 高杉和宏
- 松原直
- 大久保敏男
- 本橋和子
- 谷よしの
- 水木涼子
- 村上記代
- 細川忠利：浜畑賢吉
- お光：仁科明子
- 小林太郎左衛門：有島一郎
- 本位田又八：フランキー堺

## スタッフ
- 監督：加藤泰
- 製作：三嶋与四治
- 脚本：野村芳太郎、山下清泉
- 撮影：丸山恵司
- 音楽：鏑木創
- 美術：森田郷平、浦山芳郎
- 調音：小尾幸魚
- 録音：平松時夫
- 照明：三浦礼
- 編集：大沢しづ
- 進行：福山正幸
- 衣装考証：内藤悦子
- スチール：赤井薄且
- 製作主任：内藤誠
- 製作宣伝：藤谷正雄
- 擬闘：足立伶二郎
- 剣指導：高野弘正
- 助監督：三村晴彦
- 製作補：杉崎重美